# Lonneker
Lonneker (/ˈlɔnəkər/) es una localidad perteneciente al municipio neerlandés de Enschede, en la provincia de Overijssel, a unos 3 km al norte del centro de la ciudad. En 2008 tenía 1770 habitantes.
Lonneker fue un municipio separado hasta 1934, cuando pasó a formar parte de Enschede.